# Rodríguez de Mendoza (tỉnh)
Tỉnh Rodríguez de Mendoza (tiếng Tây Ban Nha: Provincia de Rodríguez de Mendoza) là một tỉnh thuộc vùng Amazonas của Peru. Tỉnh Rodríguez de Mendoza có diện tích 2359 kilômét vuông, dân số thời điểm theo điều tra dân số ngày 11 tháng 7 năm 1993 là 21389 người. Tỉnh lỵ đóng ở Mendoza.